# Corsu Mezu Mezu
Corsu Mezu Mezu est un album de reprises de chansons corses sorti le 25 septembre 2015. 

## Description
Patrick Fiori est à l'initiative de ce projet. C'est grâce à sa mère corse qu'il découvre le répertoire de chants traditionnels. Il réunit 30 artistes corses et Français lors de 16 duos en langue corse,.
En juillet 2015, le titre Corsica interprété par Patrick Fiori et Patrick Bruel est extrait de l'album. Un clip est tourné à Carcheto-Brustico, dans la vallée de l'Orezza, sous la direction de Carole Mathieu-Castelli.
Dès sa sortie, l'album est n°1 des ventes. Il se vend à 300 000 exemplaires.

## Titres
| No  | Titre                         | Interprète(s)                                      | Durée |
| --- | ----------------------------- | -------------------------------------------------- | ----- |
| 1.  | Introduction                  | Antoine Ciosi                                      |       |
| 2.  | Corsica                       | Patrick Fiori, Patrick Bruel                       |       |
| 3.  | Versu tè                      | Petru Santu Guelfucci, Maxime Le Forestier         |       |
| 4.  | Interlude Le prisonnier       | Antoine Ciosi                                      |       |
| 5.  | Le prisonnier                 | Christophe Mondoloni, Bénabar                      |       |
| 6.  | Moru biancu è blù             | Jean-Charles Papi, Chico & The Gypsies             |       |
| 7.  | Ricordu                       | Laurent Bruschini, Jenifer                         |       |
| 8.  | Interlude Furtunatu           | Antoine Ciosi                                      |       |
| 9.  | Fortunatu                     | Petru Guelfucci, Francis Cabrel                    |       |
| 10. | Interlude Sintineddi          | Grand Corps Malade                                 |       |
| 11. | Sintineddi                    | A Filetta, Grand Corps Malade                      |       |
| 12. | Ci hè dinù                    | Chjami Aghjalesi, Patrick Fiori                    |       |
| 13. | Interlude Solenzara           | Antoine Ciosi                                      |       |
| 14. | Solenzara                     | Francine Massiani, Louis Bertignac                 |       |
| 15. | Interlude Ti tengu cara       | Antoine Ciosi                                      |       |
| 16. | Ti tengu cara                 | Jean-Pierre Marcellesi, Claire Keim                |       |
| 17. | Amareni                       | Jean Menconi, Enrico Macias                        |       |
| 18. | Interlude A l'altru mondu     | Antoine Ciosi                                      |       |
| 19. | A l'altru mondu               | Mai Pesce, Maurane                                 |       |
| 20. | Sinfunia nustrale             | Surghjenti, Michel Fugain                          |       |
| 21. | Ô Corse île d'amour           | Antoine Ciosi et Patrick Fiori                     |       |
| 22. | Quand je reviens ici          | Arapa, Anne Etchegoyen                             |       |
| 23. | Interlude Diù vi salvi regina | Antoine Ciosi                                      |       |
| 24. | Diù vi salvi regina           | Isulatine, Ziteddi in Cantu & Le Chœur de la Corse |       |